# Кастель-Гуельфо-ді-Болонья
Кастель-Гуельфо-ді-Болонья, Кастель-Ґуельфо-ді-Болонья (італ. Castel Guelfo di Bologna) — муніципалітет в Італії, у регіоні Емілія-Романья,  метрополійне місто Болонья.
Кастель-Гуельфо-ді-Болонья розташований на відстані близько 290 км на північ від Рима, 28 км на схід від Болоньї.
Населення — 4489 осіб (2014).

## Демографія
Населення за роками:

Станом на 1 січня 2023 року в муніципалітеті офіційно проживало 366 іноземців з 41 країни, серед них 115 громадян країн Євросоюзу та 14 громадян України.

## Сусідні муніципалітети
- Кастель-Сан-П'єтро-Терме
- Доцца
- Імола
- Медічина